# Jan Jíra
Jan Jíra (9. února 1937 Praha – 23. června 2024 Louny) byl český pedagog, filmový producent, vedoucí kin a příležitostný herec. Původním povoláním učitel se později věnoval zejména práci pro kina a hnutí filmových klubů, u jehož zrodu stál. Byl rovněž spoluzakladatelem distribuční společnosti Lucernafilm Video, později CinemArt, či kina Evald.

## Život
Narodil se v Praze, ale považoval se za lounského patriota a byl neodmyslitelnou součástí lounské kulturní scény. V Lounech chodil do obecné školy na Mariánce. V roce 1948 začal navštěvovat střední školu Zdeňka Nejedlého, později vystudoval gymnázium. Hrál basketbal a věnoval se veslování. Již během studií se věnoval hudbě a ochotnickému kroužku. Neúspěšně se hlásil na studia na FAMU, později nastoupil na Pedagogickou fakultu v Ústí nad Labem. Po krátké pedagogické etapě na Základní škole v Lounech odešel na vojnu a působil jako kreslič v posádce v Olomouci. Tam se také seznámil s filmem, rovněž začal připravovat program filmů z armádní půjčovny. Začal spolupracovat na Filmovém festivalu pracujících (FFP), později se zapojil do rodícího se hnutí filmových klubů.

## Profesní dráha
Do profesionálního kulturního života vstoupil Jíra v Lounech. V letech 1961–1965 pracoval v tamním Okresním domě osvěty, jehož sídlo bylo v Husově ulici čp. 514, kde později vznikla restaurace U Jíchů. Jírovým kolegou a nadřízeným byl tehdy estetik, o tři roky starší Josef Hlaváček.
Jednou z jeho pracovních náplní bylo vedení filmového klubu. V roce 1965 z Loun odešel. Pracoval pak v kině v Chebu, Československém filmovém ústavu v Praze a od začátku 80. let řídil kino v Žatci. Postupně získal řadu zkušeností, které uplatnil v rodícím se hnutí filmových klubů. V roce 1985 se Jíra vrátil do Loun, kde převzal vedení kina. Byl také členem redakční rady Kulturního měsíčníku Louny. Na jaře 1990 mu byla nabídnuta možnost řídit Ústřední půjčovnu filmů, jejíž vedení převzal 2. května toho roku. Roku 1992 byla instituce – po dohodě s rodinou Havlových – přetransformována na Lucernafilm Video. V roce 1995 se společnost Lucernafilm přejmenovala na CinemArt a.s.
CinemArt se stal hlavní distribuční společností pro artové filmy. V jeho čele stál Jíra do roku 2004. Pod patronací CinemArtu vzniklo v roce 1997 také pražské kino Evald, pojmenované po režisérovi Evaldu Schormovi. Jíra byl také filmový producent a příležitostně herec. Jménem Cinemartu vstupoval do koprodukce takových českých filmů, jako byl oscarový Kolja nebo snímky Davida Ondříčka Samotáři a Jedna ruka netleská.
V roce 2004 odešel do důchodu, nicméně i nadále působil jako konzultant společnosti Cinemart a pravidelný návštěvník festivalů a přehlídek, mimo jiné Mezinárodního festivalu v Karlových Varech nebo Letní filmové školy v Uherském Hradišti.
V roce 2023 získal Českého lva za mimořádný přínos české kinematografii, ve stejném roce se také stal čestným občanem města Louny, v kterém prožil většinu svého života.

## Filmografie

### Herec
- Nejistá sezóna (1987)
- Akumulátor 1 (1993)
- Eliška má ráda divočinu (1999)

### Koproducent
- Kolja (1995)
- Samotáři (2000)
- Jedna ruka netleská (2004)